# NRF Biographies

Logo de la collection

NRF Biographies est une collection de biographies publiée depuis octobre 1988 par les éditions Gallimard. 

## Présentation

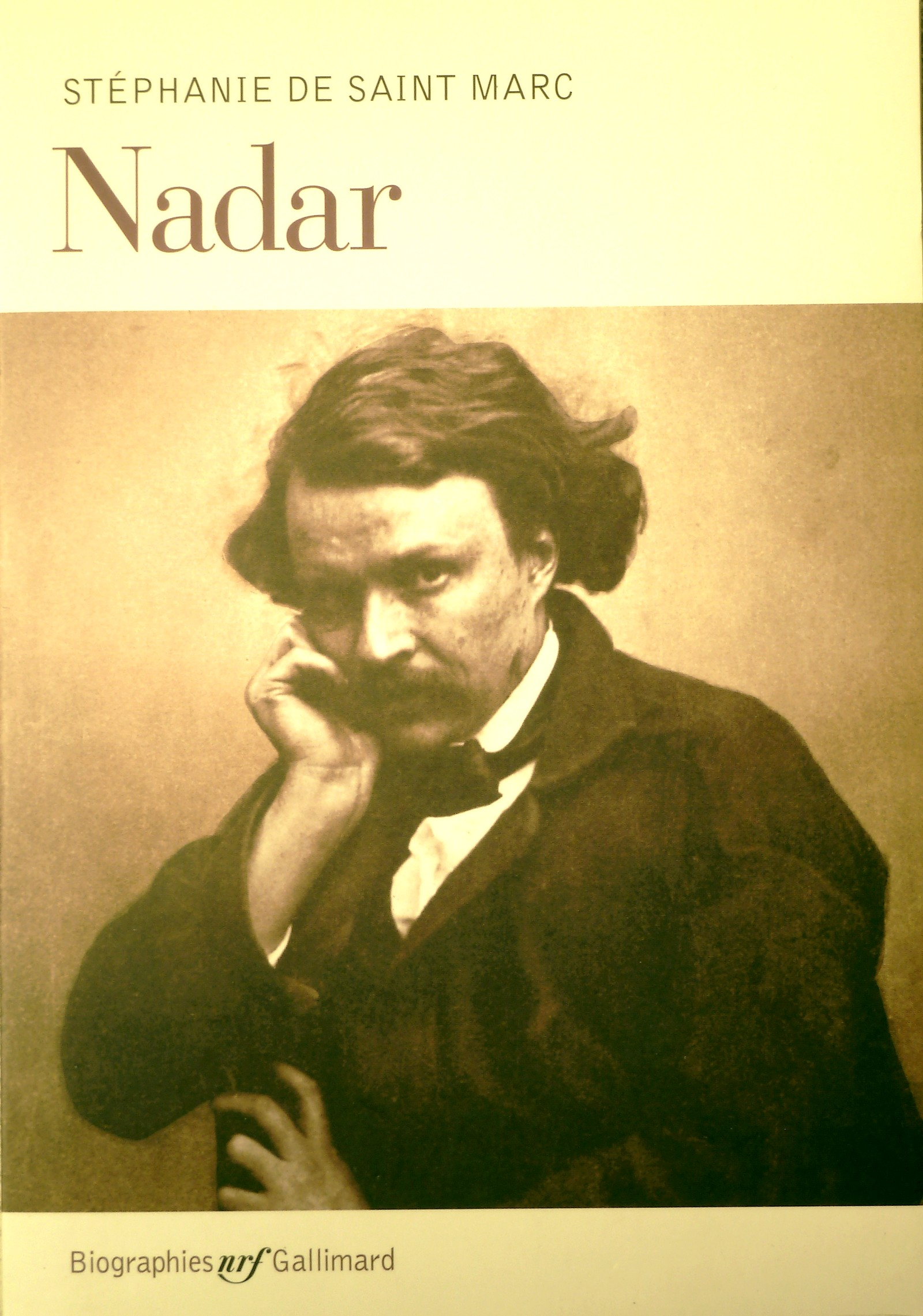
Nadar paru en 2010.

NRF Biographie reprend le flambeau après l'arrêt de la collection Leurs Figures publiée de 1941 à 1984. Le premier ouvrage de la collection, publié le 11 octobre 1988, s'intitule Maurice Sachs ou Les travaux forcés de la frivolité. La collection regroupe des biographies d'hommes et des femmes reconnus, que ce soit dans le domaine artistique (littérature, peinture, musique, cinéma...), politique ou intellectuel (philosophes). Jean-Loup Champion assure la direction de la collection de 1988 à 1999, Georges Liébert lui succède jusqu'en 2005 et Ran Halévi en assure la direction depuis 2005. le format de la collection est 15,5 × 22,5 cm.
Les auteurs de la collection sont des journalistes, hommes de lettres ou historiens comme Laure Adler ou Michel Winock.
Certains ouvrages de la collection sont repris en poche dans les collections Folio ou Folio histoire.

### Indications chiffrées
La collection publie en moyenne deux ouvrages par an, le rythme est cependant irrégulier : si le nombre de deux publications est dépassé certaines années (1994, 1996, 2003, 2011, 2013), certaines années ne voient aucune publication (2005, 2008, 2009, 2014).
Entre 1988 et 2013, Gallimard aura vendu 557 300 ouvrages de la collection, le plus vendu à ce jour (2013) étant celui consacré à Marguerite Duras écrit par Laure Adler publié en 1999 et qui s'est écoulé à 93 600 exemplaires .
Rythme de publication en fonction des années depuis 1988

## Liste des ouvrages publiés dans la collection
| Titre de l'ouvrage                                       | Titre original          | Auteur                             | Année | Notes |
| -------------------------------------------------------- | ----------------------- | ---------------------------------- | ----- | --- |
| Maurice Sachs ou les travaux forcés de la frivolité      |                         | Henri Raczymow                     | 1988  | |
| Maximilien de Robespierre                                |                         | Gérard Walter                      | 1989  | |
| Ernest Hemingway                                         |                         | Peter Griffin                      | 1989  | |
| Truman Capote                                            |                         | Gerald Clarke                      | 1990  | |
| Marguerite Yourcenar L'invention d'une vie               |                         | Josyane Savigneau                  | 1990  | |
| Félix Fénéon Art et anarchie dans le Paris fin de siècle |                         | Joan Ungersma Halperin             | 1991  | |
| Pasolini, biographie                                     |                         | Nico Naldini                       | 1991  | |
| Vladimir Nabokov Tome I : Les années russes              |                         | Brian Boyd                         | 1992  | |
| Jean Genet                                               |                         | Edmund White                       | 1993  | |
| Strindberg                                               |                         | Michael Meyer                      | 1994  | |
| William Faulkner                                         |                         | Frederick R. Karl (en)             | 1994  | |
| Sarah Bernhardt                                          |                         | Robert Fizdale, Arthur Gold (en)   | 1994  | |
| Michel Foucault                                          |                         | David Macey                        | 1994  | |
| Oscar Wilde                                              |                         | Richard Ellmann                    | 1994  | |
| Pierre Lazareff ou le vagabond de l'actualité            |                         | Yves Courrière                     | 1995  | |
| Albert Camus Une vie                                     |                         | Olivier Todd                       | 1996  | |
| Marcel Proust Biographie                                 |                         | Jean-Yves Tadié                    | 1996  | |
| François Truffaut                                        |                         | Antoine de Baecque, Serge Toubiana | 1996  | |
| Léon-Paul Fargue Poète et piéton de Paris                |                         | Jean-Paul Goujon                   | 1997  | |
| Marguerite Duras                                         |                         | Laure Adler                        | 1998  | |
| Georges Bizet (1838-1875)                                |                         | Rémy Stricker                      | 1999  | Prix Bordin de l'Académie des Beaux-Arts (2000)                                                                                            |
| Vladimir Nabokov Tome II : Les années américaines        |                         | Brian Boyd                         | 1999  | |
| André Breton                                             |                         | Mark Polizzotti                    | 1999  | |
| Jacques Prévert En vérité                                |                         | Yves Courrière                     | 2000  | |
| André Malraux Une vie                                    |                         | Olivier Todd                       | 2001  | |
| Charles de Gaulle                                        |                         | Éric Roussel                       | 2002  | Prix du Mémorial, grand prix littéraire d'Ajaccio (2002)                                                                                   |
| Jean Cocteau                                             |                         | Claude Arnaud                      | 2003  | |
| Jean-Paul II                                             |                         | Bernard Lecomte                    | 2003  | |
| Henri Michaux                                            |                         | Jean-Pierre Martin                 | 2003  | |
| Jean Giraudoux                                           |                         | Jacques Body                       | 2004  | Prix de la critique de l'Académie française (2005)                                                                                         |
| Antoine Blondin                                          |                         | Alain Cresciucci                   | 2004  | |
| Jean Racine                                              |                         | Georges Forestier                  | 2006  | |
| Mao L'histoire inconnue                                  | Mao: The Unknown Story  | Jung Chang et Jon Halliday         | 2006  | |
| Pierre Mendès-France                                     |                         | Éric Roussel                       | 2007  | Prix Jean-Zay (2007) et Prix de la biographie de l'Académie française (2007)                                                               |
| Federico Fellini Sa vie et ses films                     | Federico                | Tullio Kezich                      | 2007  | |
| Jacques Offenbach                                        |                         | Jean-Claude Yon                    | 2010  | |
| Nadar                                                    |                         | Stéphanie de Saint Marc            | 2010  | |
| Rabelais                                                 |                         | Mireille Huchon                    | 2011  | Prix de la biographie de l'Académie française (2012)                                                                                       |
| Théophile Gautier                                        |                         | Stéphane Guégan                    | 2011  | |
| Céline                                                   |                         | Henri Godard                       | 2011  | |
| Chateaubriand                                            |                         | Jean-Claude Berchet                | 2012  | Prix littéraire Paris-Liège (2013) |
| Chagall                                                  | Chagall. Love and Exile | Jackie Wullschlager (de)           | 2012  | |
| Flaubert                                                 |                         | Michel Winock                      | 2013  | |
| Guillaume Apollinaire                                    |                         | Laurence Campa                     | 2013  | Prix de la biographie du Point (2014) |
| Bonaparte (1769-1802)                                    |                         | Patrice Gueniffey                  | 2013  | Grand prix Gobert de l'Académie française (2014), Grand prix de la biographie politique (2013), Grand prix de la Fondation Napoléon (2013) |
| François Mitterrand                                      |                         | Michel Winock                      | 2015  | Prix du Sénat du livre d'histoire (2015)                                                                                                   |
| Aragon                                                   |                         | Philippe Forest                    | 2015  | |